# Autostrade in Bulgaria

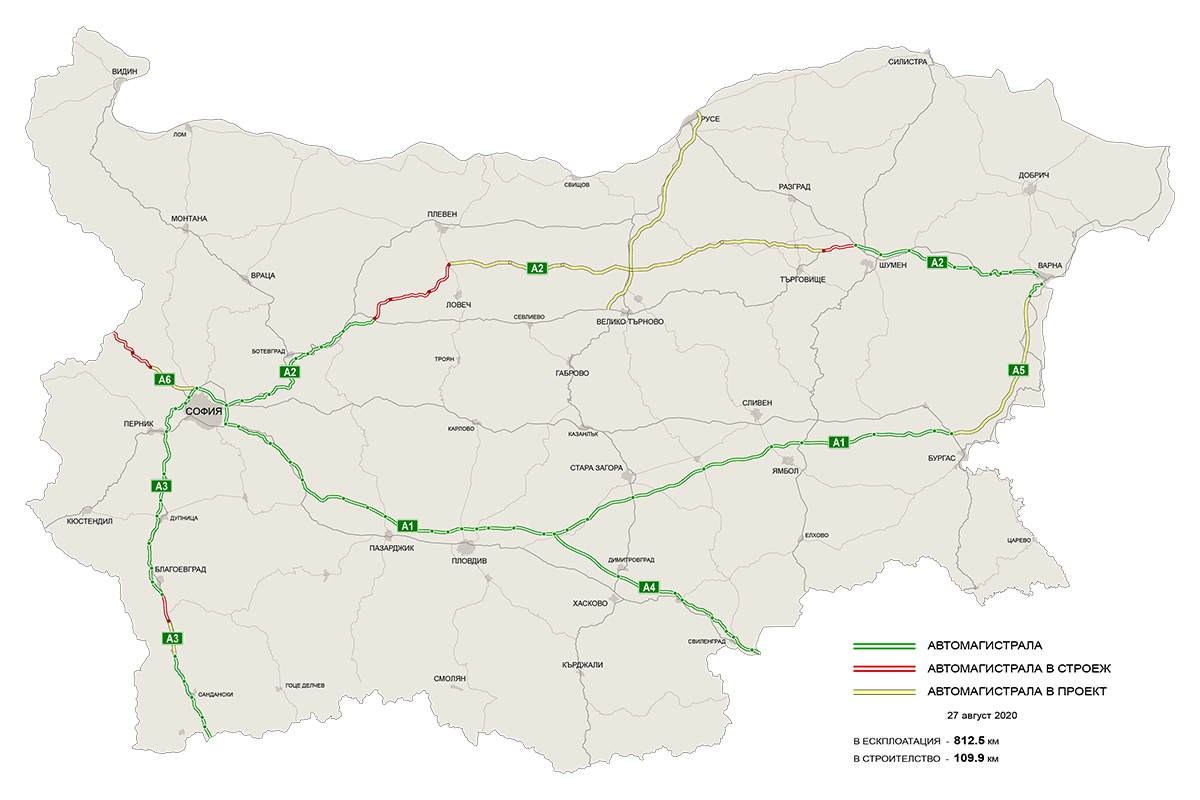
Rete autostradale bulgara (al 2019)

Le autostrade in Bulgaria (Автомагистралите в България) sono strade a doppia carreggiata progettate per le alte velocità. Nel 2012, gli emendamenti legislativi hanno definito due tipi di strade veloci: autostrade (bulgaro: Aвтомагистрала, Avtomagistrala) e superstrade (bulgaro: Скоростен път, Skorosten pat). Le differenze principali sono che le autostrade hanno corsie di emergenza e il limite di velocità massima consentito è di 140 km/h, mentre per le superstrade il limite di velocità è di 120 km/h. A partire dalla fine del 2019, sono in servizio 807,2 chilometri di autostrade.
In generale, non ci sono strade a pedaggio in Bulgaria ma è richiesta una vignetta (ad eccezione delle strade comunali). Due ponti, il ponte Calafat-Vidin e il ponte sul Danubio, sono a pedaggio, entrambi ai valichi di frontiera del Danubio verso la Romania. Tuttavia, l'introduzione del sistema di pedaggio per sostituire le vignette è in corso, in quanto è considerata una forma di pagamento più equa. Nell'aprile 2016 l'agenzia stradale ha indetto una gara d'appalto per l'implementazione di un sistema elettronico di riscossione dei pedaggi per veicoli di peso superiore a 3,5 tonnellate e il contratto è stato firmato a gennaio 2018.

## Storia

Km di autostrade utilizzabili (barra verde) e inaugurati (barra blu) anno per anno in Bulgaria. La linea rossa segna l'adesione del Paese all'Unione Europea.

Il piano iniziale per la costruzione di autostrade risale al 1973, quando il governo della Bulgaria socialista approvò una risoluzione per costruire un anello autostradale, comprendente il paese e composto da tre autostrade: Trakija, Hemus e Černo More. Al 1990, anno della caduta del socialismo e dei cambiamenti democratici, in Bulgaria erano stati costruiti solo 273 km di autostrade. Nel 2007, anno dell'adesione all'UE, questo numero aumentò a circa 420 km con finanziamenti prevalentemente statali. L'adesione all'Unione Europea del paese nel 2007 e il miglioramento negli ultimi anni dell'utilizzo dei fondi UE assegnati hanno consentito alla Bulgaria di accelerare l'espansione della sua rete autostradale. A dicembre 2018, 800 km di autostrade erano in servizio, con altri 38 km in fase di costruzione.
La prima autostrada completata è stata l'autostrada Ljulin, designata come A6, un breve tratto di 19 km che collega Sofia con Pernik, dove si unisce all'autostrada Struma (A3) che continua fino alla Grecia al valico di frontiera di Kulata, aperta nel 2011. Tuttavia, nel 2018, il governo ha deciso di fondere l'autostrada Ljulin con l'autostrada Struma poiché entrambi stanno formando un percorso interrotto da Sofia alla Grecia.
Dopo 40 anni di costruzione, la prima grande autostrada, che si estende per 360 km, la Trakija (A1) è stata inaugurata il 15 luglio 2013, collegando così la capitale Sofia e Burgas, sulla costa del Mar Nero. Due anni dopo, il 29 ottobre 2015, è entrata in servizio l'ultima sezione rimasta dell'autostrada Marica (A4), che si dirama dalla A1 vicino Chirpan e collega con il confine con la Turchia al checkpoint di Kapitan Andreevo.

## Lista

### Autostrade
| Autostrada          | Da             | Percorso                                                    | A                  | Pianificato | In servizio | % completata | In costruzione |
| ------------------- | -------------- | ----------------------------------------------------------- | ------------------ | ----------- | ----------- | ------------ | -------------- |
| Trakija             | Sofia          | Pazardžik, Plovdiv, Stara Zagora, Sliven, Jambol            | Burgas             | 360 km      | 360 km      | 100%         | −              |
| Hemus               | Sofia          | Botevgrad, Pleven, Loveč, Veliko Tărnovo, Tărgovište, Šumen | Varna              | 418 km      | 175 km      | 41,9%        | 51,6 km        |
| Struma              | Sofia          | Pernik, Dupnica, Blagoevgrad, Sandanski                     | Kulata;            | 172 km      | 135,8 km    | 78,95%       | 10,6 km        |
| Marica              | Chirpan,       | Haskovo, Dimitrovgrad                                       | Kapitan Andreevo;  | 117 km      | 117 km      | 100%         | −              |
| Černo More          | Varna          | Nesebăr                                                     | Burgas             | 103 km      | 10 km       | 9,71%        | −              |
| Europa              | Sofia,         | Slivnica                                                    | Kalotina;          | 65 km       | 16,5 km     | 25,19%       | 31,5 km        |
| Ruse-Veliko Tarnovo | Veliko Tărnovo | Bjala                                                       | ponte sul Danubio; | 118 km      | −           | −            | 7,9 km         |
| Totale              | Totale         | Totale                                                      | Totale             | 1353 km     | 814,3 km    | 59,29%       | 101,6 km       |

### Superstrade
| Superstrada     | Da         | Percorso               | A                           | Pianificato | In servizio | % completata |
| --------------- | ---------- | ---------------------- | --------------------------- | ----------- | ----------- | ------------ |
| Botevgrad-Vidin | Botevgrad, | Mezdra, Vraca, Montana | Vidin, ponte Calafat-Vidin; | 185 km      | 18,5 km     | 10%          |
| Shumen-Ruse     | Šumen,     | Razgrad                | Ponte sul Danubio;          | 110 km      | −           | −            |

### Strade europee

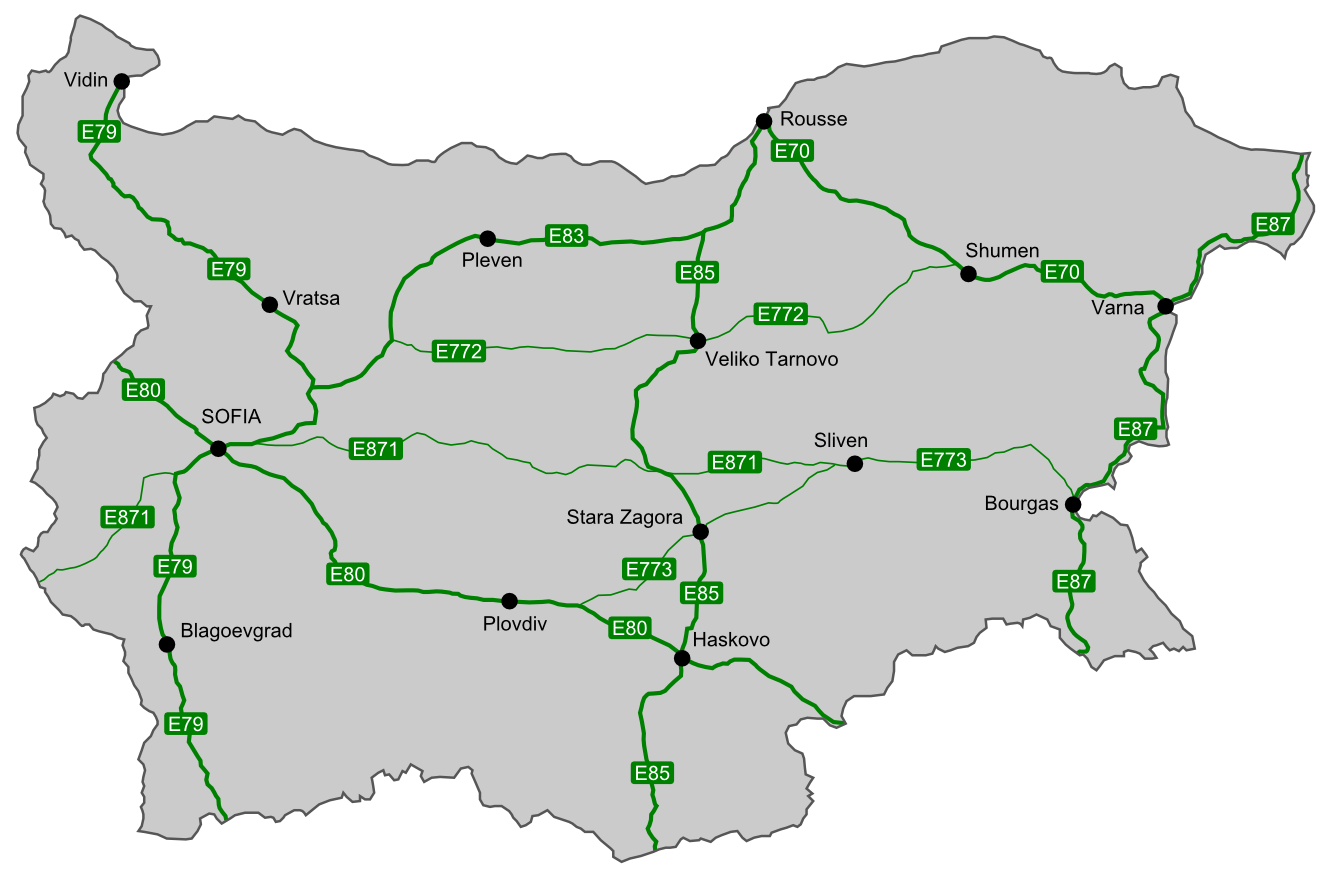
La rete europea in Bulgaria

La Bulgaria è attraversata dalle seguenti strade europee:
- Strada europea E70
- Strada europea E79
- Strada europea E80
- Strada europea E83
- Strada europea E85
- Strada europea E87
- Strada europea E772
- Strada europea E773
- Strada europea E871